# Castrillo de Don Juan
Castrillo de Don Juan – gmina w Hiszpanii, w prowincji Palencia, w Kastylii i León, o powierzchni 48,94 km². W 2011 roku gmina liczyła 239 mieszkańców.